# Alexandru Șerbănescu (medic)
Alexandru Șerbănescu (n. 17 martie 1933, București), medic neurologie-geriatrie, profesor universitar, doctor în Științe Medicale.
Părinții: Nicolae (consilier la Curtea de Apel) și Henriette (avocat, directorul Contenciosului din Ministerul Sănătății); bunica maternă, Maria Sachelarie, era soră a Generalului Nicolae Rădescu, ultimul prim-ministru al unui guvern democrat înainte de instaurarea regimului comunist în România .

## Studii
A absolvit Liceul „Titu Maiorescu” din București (actualmente Liceul „Ion Luca Caragiale”) și Institutul de Medicină și Farmacie „Carol Davilla” București (1966).

## Titluri clinice și universitare
Intern la Spitalul Colentina (1963-1965), medic secundar, medic specialist (1970), medic primar neurolog (1979), medic primar geriatrie (2000)  .
Specializarea medicală a realizat-o în laboratorul de neurofiziologie al Academiei Române, condus de profesorul Oscar Sager, colaborând la realizarea primelor cercetări științifice cu micro-electrozi intra și extra celulari cerebrali, desfășurându-se pe o perioadă de 17 ani. Rezultatele cercetărilor au fost prezentate la congrese internaționale desfășurate la: Barcelona, Paris, Viena, Berlin, Praga, Amsterdam etc.
Specializarea clinică a realizat-o în Clinica Neurologică (sub îndrumarea profesorilor Oscar Sager și Aurel Mareș) și Clinica Medicală (sub îndrumarea profesorilor Nicolae Gh. Lupu și Ioan Bruckner) ale Spitalului Colentina , la Institutul de Boli Infecțioase (sub îndrumarea profesorului Matei Balș).
Cercetător stagiar (1968), asistent titular (1974), șef de lucrări (1983), conferențiar (1990), profesor și șef de Catedră Neurologie (1992), decan al Facultății de Medicină, Universitatea „Carol Davilla” București . La fel ca și titlurile medicale, titlurile academice au fost obținute numai prin concurs.
Activitatea universitară s-a concretizat în pregătirea a 40 de generații de neurologi și doctoranzi, care practică în țară sau în străinătate.

## Cercetare
Doctor în Științe Medicale (1983) – cu teza Studiul neurofiziologiei sistemului vizual, cercetător grad I (1991).
Activitatea științifică a avut ca obiect atât cercetarea fundamentală cât și cea clinică. Cercetarea fundamentală a plecat de la neuroni la structurile cerebrale, rețelele care le leagă și, în final, la observația că toți neuronii care descarcă împreună sunt legați împreună și lucrează împreună la formarea unui program. Astfel se formează rețeaua neuronală a creierului, care produce mintea. Ea este cea care creează tot ceea ce face omul: mașini, avioane, vapoare, computere, conflicte cibernetice, bombe atomice etc.
Pe baza experiențelor de laborator au fost realizate peste 80 de lucrări, comunicate și publicate în țară și în străinătate. Studiile au utilizat rezultatele obținute prin înregistrări cu macro și micro-electrozi, potențiale corticale evocate averegizate vizuale, auditive și somestezice. Pentru interpretare s-au folosit metode matematice, prin identificarea de sistem, input – sistem – output (transformata inputului – funcție de transfer – transformata output) și Pattern Recognition. Cercetările originale, ale căror rezultate au fost publicate, s-au axat pe tonotopia ariilor acustice primare și determinarea zonei afective din creier, găsirea explicației Efectului Chang etc.
Cercetările clinice, în Clinica Neurologică a Spitalului Colentina și în Atlanta, efectuate cu E.M.G. și E.E.G. computerizat, C.T., R.M.N., S.P.E.T., au cuprins mai multe domenii: somnul normal și patologic, epilepsie, scleroza multiplă, Parkinson, Huntington, Alzheimer, Kreuzfelt Jacob și toate bolile Sistemului Nervos Central sau Periferic. A efectuat  și a predat studenților investigațiile bolilor unității motorii, EMG și Potențiale Evocate, iar la investigațiile cu CT, RMN și SPET a asistat în calitate de medic curant.

## Publicații și afilieri
- 9 monografii, 60 de lucrări (din cele aproximativ 120 susținute la conferințe și congrese naționale și internaționale)[2];
- participare activă la congrese și manifestări naționale și internaționale (din 1965);
- membru titular al Academiei de Științe Medicale (din 1991)[3];
- președinte executiv și, în prezent, președinte de onoare al Societății Române de Neurologie [4];
- membru al World Federation of Neurology;
- membru al European Federation of Neurological Societies;
- vicepreședinte al Societății Române împotriva Epilepsiei;
- membru al European Neurological Society (E.N.S.);
- membru al The Royal Society of Medicine, Londra;
- director al Spitalului „N. Gh. Lupu” (1990-1998) – spital de referință;
- director al Institutului de Neuroștiințe și Medicină Internă din cadrul Spitalului Colentina;
- redactor-șef al revistei „Romanian Journal of Neurology”;
- director al Institutului de Geriatrie „Ana Aslan” (1999-2003);
- membru fondator al Asociației Române a Bolii Huntington;
- președinte al Asociației „General Nicolae Rădescu”.

La începutul anilor ’90 a coordonat, împreună cu Prof. Massion, programul de parteneriat între Spitalul „N. Gh. Lupu” și Clinicile Universitare Saint Luc Bruxelles, concretizat în specializarea a 36 de medici români, prin burse de studiu în Belgia și dotarea spitalului bucureștean cu aparatură medicală corespunzătoare noilor tehnici medicale studiate .
În ziua de 1 iulie 1996, la inaugurarea clinicii de 50 de paturi la Spitalul Colentina pentru copiii care aveau HIV a participat Doamna Hilary Clinton, iar Profesorul Alexandru Șerbănescu a prezentat în fața camerelor de filmat (televiziuni din România, S.U.A. și din țări europene) situația reală a copiilor infectați orizontal cu HIV și măsurile care se luaseră până în acel moment.
A fost inițiator al „Legii exercitării funcției de medic și al Colegiului Medicilor”, votată în Parlamentul României (Legea nr.74 din 6 iulie 1995 privind exercitarea profesiunii de medic, înființarea, organizarea și funcționarea Colegiului Medicilor din România) .
În perioada 2005-2013 a participat la peste 20 de congrese naționale și internaționale, la șase dintre ele fiind chairman. Subiectele prezentate au fost: „Travelling in our brain”, „Brain and mind”, „Mind and how to full your mind”, „Factorii de risc și evoluția în cascade a bolii Alzheimer”, „Procesul de îmbătrânire al creierului normal și patologic”, „Calitatea vieții la pacienții cu un proces de îmbătrânire accelerat”, „Actualități în bolile cu agregate cerebrale (Prioni): Parkinson, Huntington, Alzheimer și SLA” etc.

## Distincții
Decorat cu Ordinul „Steaua României” în Grad de Ofițer (1 decembrie 2000), pentru „servicii deosebite aduse la apărarea sănătății publice și pentru rezultate remarcabile în domeniul cercetării medicale” .
În noiembrie 2000, la inițiativa prim-ministrului Mugur Isărescu, a adus în țară, din S.U.A., sicriul cu rămășițele Generalului Nicolae Rădescu, unchiul și mentorul său. Se împlinea, astfel, una dintre ultimele dorințe ale fostului premier al României: înmormântarea în pământul patriei natale, care s-a făcut cu onoruri de stat și militare .

## Selecție de lucrări publicate
- N. Vasilescu, R. Dimitriu, Al. Șerbănescu, Myoclonies rytmiques des muscles abdominaux et féssieres chez un malade avec des lésions médullaires due à une rikettsiose, în „Revue Neurologiques”, Paris, 1969;
- O. Sager, Al. Șerbănescu, Le neurophysiologie du someille, în „Al XIX-lea Congres Național de Neurologie”, București, 1971;
- R. Bulandra, Al. Șerbănescu, Recovery of Language in Bilateral Carotid Lesions, în „Clinical Neurophysiology”, 34, 7, 1973;
- Al. Șerbănescu, Cefaleea și migrena, în „Diagnosticul neurologic” (I. Cincă, A. Mareș, coord.), Editura Medicală, 1975;
- Al Șerbănescu, Electromiografia, în „Cursul de neurologie”, vol. I, București, 1980;
- I. Cincă, R. Dimitriu, Al. Șerbănescu, V. Apostol, D. Florescu, Epilepsiile și accesele convulsive, în „Tratat de neurologie” (sub redacția lui Constantin Arseni), vol. II, București, Editura Medicală, 1980, pp. 392–571;
- I. Cincă, R. Bulandra, Al. Șerbănescu, N. Ninosu, Patologia extrapiramidală, în Tratat de neurologie” (sub redacția lui Constantin Arseni), vol. III, București, Editura Medicală, 1981, pp. 525–789;
- Al. Șerbănescu, I. Voinescu, M. Stanciu, Reabilitarea în afazie, în „Neuropsihologie clinică și neurologia comportamentului”, ediția a II-a, sub redacția lui Mihai Ioan Botez, Les Presses de l'Universite de Montreal Masson, Editura Medicală, București, 1996, pp. 629–648;
- Al. Șerbănescu, C. Tănăsescu, F. Drago, A.F. Ferreira, C. Oliani, Bioequivalence study on fluoxetine 20 mg capsules in fasting healthy volunteers, în „Current Toxicology Therapy”, vol. 6, Jan./Dec. 1998;
- E. Stoica, Al. Șerbănescu, O. Enulescu, Catecholamine response to intermittent light stimulation is modulated by right or left finger movements, în „Romanian Journal of Neurology”, vol. 40, nr. 1-2, 2002.